# Apatochernes cruciatus
Apatochernes cruciatus är en spindeldjursart som beskrevs av Beier 1976. Apatochernes cruciatus ingår i släktet Apatochernes och familjen blindklokrypare. Inga underarter finns listade i Catalogue of Life.